# Jayapuram
Jayapuram és una de les ciutats més grans i un lloc d'importància històrica al districte de Koraput a l'estat indi d'Odisha. Va ser fundada per Vir Vikram Dev a mitjans del segle xvii. El regne que tingué la capital aquí va ser derrotat per la Companyia de les Índies Orientals el 1777, la qual el va declarar Zamindari o feudatari de la Corona Britànica i molt més tard va ser reconegut com a estat principesc fins a la seva dissolució al domini de l'Índia el 1947.
L'antic regne es va estendre per la regió d'Uttarandhra i el sud d'Odisha. Geogràficament, Jeypore és una regió muntanyosa envoltada dels Ghats orientals i els turons d'Araku en tres costats com una ferradura amb el costat occidental obert fins a Chhattisgarh al centre de l'Índia.

## Història
Abans de rebre el nom de "Jeypore" pels reis Suryavanshi, aquesta terra estava governada per diverses dinasties com els Satavahanas, Ikshavakus, Nalas, Gangas i Shilavanshis. El 1443, Vinayak Dev, el príncep del Caixmir del Nord, es va casar amb l'única filla del rei Shilavanshi i va heretar el regne de Nandapur. Va estendre el seu territori mentre governava com a vassall sota l'imperi Gajapati. Tanmateix, després de la decadència de la dinastia Gajapati, l'aleshores governant de Nandapur, Vishwanath Dev, va reclamar la sobirania i va començar a governar com a cap independent a la regió d'Odisha del Sud i Andhra Pradesh del Nord sota el títol de "Nauna-Gajapati".
Segons algunes fonts, Vishwanath va poder estendre el seu regne des dels límits de Bengala al nord fins a la costa de Godavari al sud. En fer-ho, va adoptar el títol de "Gajapati".
El 1571, després de la mort de Vishwanath Dev Gajapati, el regne sota el parentiu del seu fill Balram Dev va perdre freqüents batalles contra el Qutb Shahi de Golconda i es va convertir en un regne tributari.
El 1649, el Maharaja Veer Vikram Dev va abandonar l'antiga capital de Nandapur i va fundar Jeypore, situada enmig de serralades muntanyoses i boscos densos. Es creu que la contínua intrusió del governador Qutb Shahi i el seu exèrcit que debilitava l'administració de Nandapur va obligar el rei a traslladar la seva capital a una terra estratègicament viable. La relació entre Qutb Shahi Sultan i el maharajà va millorar significativament en el règim de Veer Vikram. No obstant això, Krishna Dev, el successor de Veer Vikram, va deixar de pagar tributs al Golconda Durbar i va reclamar la independència. El 1674, el següent governant, Vishwambhar Dev, va derrotar el governador Qutb Shahi de Chicacole que va administrar en nom del sultà de Golconda i va restablir el control de la seva família sobre la regió d'Andhra del Nord fins a Godavari. Aquest rei és conegut com el pare del sistema feudal de Jeypore perquè va establir molts zamindaris a la regió d'Andhra Nord i Odisha del Sud.
Tanmateix, el cop d'estat militar executat per Balram Dev III contra el seu germà Maharaja Ramchandra Dev el 1710 va assegurar l'enfonsament del regne. Molts feudataris d'Andhra van reclamar la independència de Jeypore i el regne va perdre una gran part del territori.
El regne es va enfrontar a molts reptes, però va romandre sobirà fins a l'arribada dels britànics el 1777. El maharajà Vikram Dev va lluitar contra els enemics en dos fronts, però va ser derrotat en ambdues ocasions i el seu regne va ser degradat a Zamindari per la seva posició hostil cap als britànics.
Sota els britànics, l'Anglican Church Mission Society es va centrar a desenvolupar hospitals i escoles. A finals del segle xix, l'activitat missionera va ser supervisada per B. Baring-Gould, inclòs el desenvolupament de la Robert Money School.
Fins i tot com a zamindari, el creixement i desenvolupament de Jeypore va continuar en el règim de Maharaja Ramchandra Dev III, Maharaja Vikram Dev III, Maharaja Ramchandra Dev IV i l'últim governant oficial, Maharaja Vikram Deo Verma (Vikram Dev IV).
El 2013, Vishweshvar Dev va ser coronat com el pretendent maharajà de Jeypore convertint-se en el vint-i-setè rei en el 570è aniversari de la dinastia.

## Demografia
Al cens del 2001 consta amb una població de 76.560 habitants. La població el 1881 era de 4.321 habitants.